# Baile Binnbérlach mac Buain
Baile Binnbérlach mac Buain [ˈbalʲe ˈbʲin̠ʲbʲeːrɫax mak ˈbuːinʲ] („Baile mit der schönen Stimme, Sohn des Buans“), auch Scél Baili Binnbérlaig („Die Geschichte von Baile mit der schönen Stimme“), ist im Historischen Zyklus der Irischen Mythologie der Name einer Erzählung, die vermutlich im 11. Jahrhundert entstanden ist. In drei Manuskripten aus dem 16. Jahrhundert ist sie erhalten geblieben.

## Inhalt
Dem Titelhelden Baile aus Ulster und seiner fernen Geliebte Ailinn aus Leinster ist es zu Lebzeiten nicht vergönnt, zusammenzukommen. Als Baile fälschlich hört, dass Ailinn gestorben sei, wandert er nach Süden und stirbt dort aus Trauer. Ailinn, die von Bailes Tod gehört hat, zieht gleichzeitig nach Norden und stirbt dort ebenfalls. So werden sie auch getrennt begraben. Aus ihren Gräben wachsen je ein Baum, eine Eibe bei ihm und ein Apfelbaum bei ihr. Die Baumkronen nehmen die Form der Gesichtszüge der unter ihnen Begrabenen an. Nach sieben Jahren werden die Bäume gefällt und aus ihrem Holz Tafeln angefertigt, auf denen die Dichter der beiden Provinzen ihr traditionelles Erzählrepertoire aufzeichnen.
Als bei einem großen Dichterfest am Hofe des irischen Hochkönigs in Tara die Dichter aus Ulster und Leinster zusammenkommen und dem König die Tafeln überreichen, vereinigen sich diese und sind nicht mehr voneinander zu trennen.
Das irische Wort baile ['balʲe], auch buile ['bulʲe] geschrieben, bedeutet Vision, Weissagung in Ekstase oder Wahnsinn, ist hier allerdings offenkundig als Eigenname zu verstehen.
William Butler Yeats (1865–1939) hat dieses Thema in seinem Gedicht Baile and Ailinn neu gestaltet.